# Liste der olympischen Medaillengewinner aus Deutschland/C
- Cämmerer, Helmut
Olympische Sommerspiele 1936, (GER): Silbermedaille, Kanurennsport „K1 1000 Meter Männer“
- Campe, Erich
Olympische Sommerspiele 1932, (GER): Silbermedaille, Boxen „Weltergewicht Männer“
- Capellmann, Nadine
Olympische Sommerspiele 2000, (GER): Goldmedaille, Dressurreiten „Mannschaft“
Olympische Sommerspiele 2008, (GER): Goldmedaille, Dressurreiten „Mannschaft“
- Carstens, Wilhelm
Olympische Sommerspiele 1900, (GER): Bronzemedaille, Rudern „Vierer mit Steuermann Männer“
- Caruso, Oliver
Olympische Sommerspiele 1996, (GER): Bronzemedaille, Gewichtheben „Mittelschwergewicht Männer“
- Casaretto, Caroline
Olympische Sommerspiele 2004, (GER): Goldmedaille, Feldhockey „Frauen“
- Casmir, Erwin
Olympische Sommerspiele 1928, (GER): Silbermedaille, Fechten „Florett Einzel Männer“
Olympische Sommerspiele 1936, (GER): Bronzemedaille, Fechten „Florett Mannschaft Männer“
Olympische Sommerspiele 1936, (GER): Bronzemedaille, Fechten „Säbel Mannschaft Männer“
- Chalmovsky, Santiago
Olympische Sommerspiele 1984, (FRG): Bronzemedaille, Wasserball „Männer“
- Christiansen, Max
Olympische Sommerspiele 2016, (GER): Silbermedaille, Fußball „Männer“
- Cierpinski, Waldemar
Olympische Sommerspiele 1976, (GDR): Goldmedaille, Leichtathletik „Marathon Männer“
Olympische Sommerspiele 1980, (GDR): Goldmedaille, Leichtathletik „Marathon Männer“
- Cintl, Gerd
Olympische Sommerspiele 1960, (EUA): Goldmedaille, Rudern „Vierer mit Steuermann Männer“
- Claesges, Lothar
Olympische Sommerspiele 1964, (EUA): Goldmedaille, Bahnradsport „4000-Meter-Mannschaftsverfolgung Männer“
- Claus-Laufer, Hildrun
Olympische Sommerspiele 1960, (EUA): Bronzemedaille, Leichtathletik „Weitsprung Frauen“
- Colombo, Jürgen
Olympische Sommerspiele 1972, (FRG): Goldmedaille, Bahnradsport „4000-Meter-Mannschaftsverfolgung Männer“
- Conrad, Lars
Olympische Sommerspiele 2004, (GER): Silbermedaille, Schwimmen „4-mal-100-Meter-Lagenstaffel Männer“
- Cordes, Otto
Olympische Sommerspiele 1928, (GER): Goldmedaille, Wasserball „Männer“
Olympische Sommerspiele 1932, (GER): Silbermedaille, Wasserball „Männer“
- Corts, Richard
Olympische Sommerspiele 1928, (GER): Silbermedaille, Leichtathletik „4-mal-100-Meter-Staffel Männer“
- Cranz, Christl
Olympische Winterspiele 1936, (GER): Goldmedaille, Ski Alpin „Alpine Kombination Frauen“
- Crone, Philipp
Olympische Sommerspiele 2004, (GER): Bronzemedaille, Feldhockey „Männer“
- Croy, Jürgen
Olympische Sommerspiele 1972, (GDR): Bronzemedaille, Fußball „Männer“
Olympische Sommerspiele 1976, (GDR): Goldmedaille, Fußball „Männer“
- Cullmann, Bernd
Olympische Sommerspiele 1960, (EUA): Goldmedaille, Leichtathletik „4-mal-100-Meter-Staffel Männer“
- Cuntz, Erich
Olympische Sommerspiele 1936, (GER): Silbermedaille, Feldhockey „Männer“
- Czekalla, Barbara
Olympische Sommerspiele 1980, (GDR): Silbermedaille, Volleyball „Frauen“
- Czekalla, Kurt
Olympische Sommerspiele 1968, (GDR): Bronzemedaille, Schießen „Trap Männer“
- Czudaj, Harald
Olympische Winterspiele 1994, (GER): Goldmedaille, Bobsport „Viererbob Männer“